# 4084 Hollis
4084 Hollis eller 1985 GM är en asteroid i huvudbältet som upptäcktes den 14 april 1985 av den amerikanske astronomen Edward L.G. Bowell vid Anderson Mesa Station. Den är uppkallad efter den brittiske astronomen Andrew J. Hollis.
Asteroiden har en diameter på ungefär 10 kilometer och den tillhör asteroidgruppen Koronis.